# Kappel (Hiltpoltstein)
Kappel ist ein Gemeindeteil der Marktes Hiltpoltstein im Landkreis Forchheim (Oberfranken, Bayern).

## Geografie
Das Dorf liegt im nordwestlichen Teil der Pegnitz-Kuppenalb  etwa drei Kilometer westsüdwestlich von Hiltpoltstein und auf 483 m ü. NHN.

## Geschichte
Gegen Ende des Mittelalters befand sich Kappel im Eigentum des zur Kurpfalz gehörenden Klosters Weißenohe, unter dessen Landeshoheit es bis zum Beginn des 19. Jahrhunderts blieb. Die Hochgerichtsbarkeit über das außerhalb des Ortes gelegene Flurgebiet hatte in diesen drei Jahrhunderten das 1503 eingerichtete nürnbergische Pflegamt Hiltpoltstein. Als nach der Ächtung des pfälzischen Kurfürsten Friedrich V. (des sogenannten Winterkönigs) die Oberpfalz als Lehen an Kurbaiern übergeben wurde, wirkte sich das auch auf die Machtverhältnisse in Kappel aus; der Ort wurde wie der gesamte Weißenoher Klosterbesitz bairisch. Die Hochgerichtsbarkeit innerhalb des Dorfes (inner Etters) wurde nunmehr vom bairischen Landrichteramt Schnaittach ausgeübt, ebenso wie die Dorf- und Gemeindeherrschaft. In der Folgezeit blieben diese Verhältnisse weitgehend unverändert, bis Kappel im Jahr 1803 entsprechend der im Haupt-Landes-Grenz- und Purifikationsvergleich mit dem Königreich Preußen vereinbarten Bedingungen dem preußischen Ansbach-Bayreuth übergeben und damit später zum Bestandteil des Eschenauer Straßendistrikts wurde, einer Korridorverbindung über eine Militärstraße der beiden geografisch voneinander getrennten Teile dieses Territoriums. Nach der preußischen Niederlage im Vierten Koalitionskrieg wurde das Dorf zusammen mit dem gesamten Fürstentum Bayreuth 1807 einer vom Französischen Kaiserreich eingesetzten Militärverwaltung unterstellt. Mit dem käuflichen Erwerb dieses Fürstentums im Jahr 1810 durch das Königreich Bayern wurde Kappel wieder bayerisch.
Durch die Verwaltungsreformen zu Beginn des 19. Jahrhunderts im Königreich Bayern wurde Kappel mit dem Zweiten Gemeindeedikt 1818 ein Bestandteil der Ruralgemeinde Großenohe, zu der auch das Dorf Kemmathen und die Einöde Spiesmühle gehörten. 1829 schloss sich die aus Schossaritz und Almos bestehende Landgemeinde Schossaritz auf eigenen Wunsch dieser Gemeinde an, woraufhin die vergrößerte Gemeinde den Namen Kappel führte. Im Zuge der Gebietsreform in Bayern wurde die gesamte Gemeinde Kappel am 1. Mai 1978 in den Markt Hiltpoltstein eingegliedert.

## Verkehr
Die Anbindung an das öffentliche Straßennetz erfolgt durch die Bundesstraße 2, die aus dem Westsüdwesten von Kemmathen kommend durch den Ort führt und danach in östlicher Richtung nach Hiltpoltstein weiterverläuft.

## Baudenkmäler

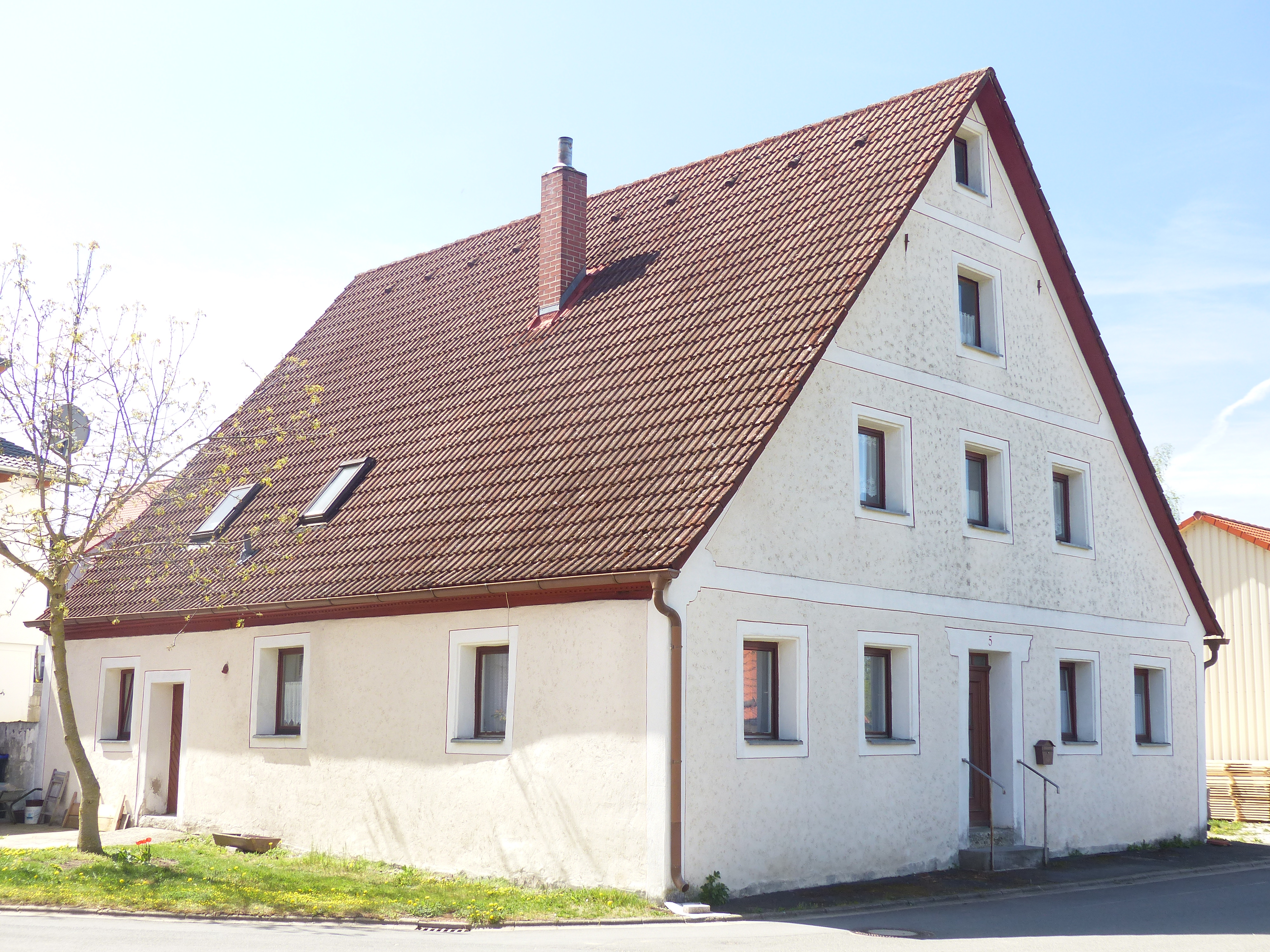
Denkmalgeschütztes Bauernhaus in Kappel

In Kappel befinden sich vier denkmalgeschützte Bauwerke und ein Steinkreuz. Darunter ist ein aus der ersten Hälfte des 19. Jahrhunderts stammendes Bauernhaus.